# Amina Wadud

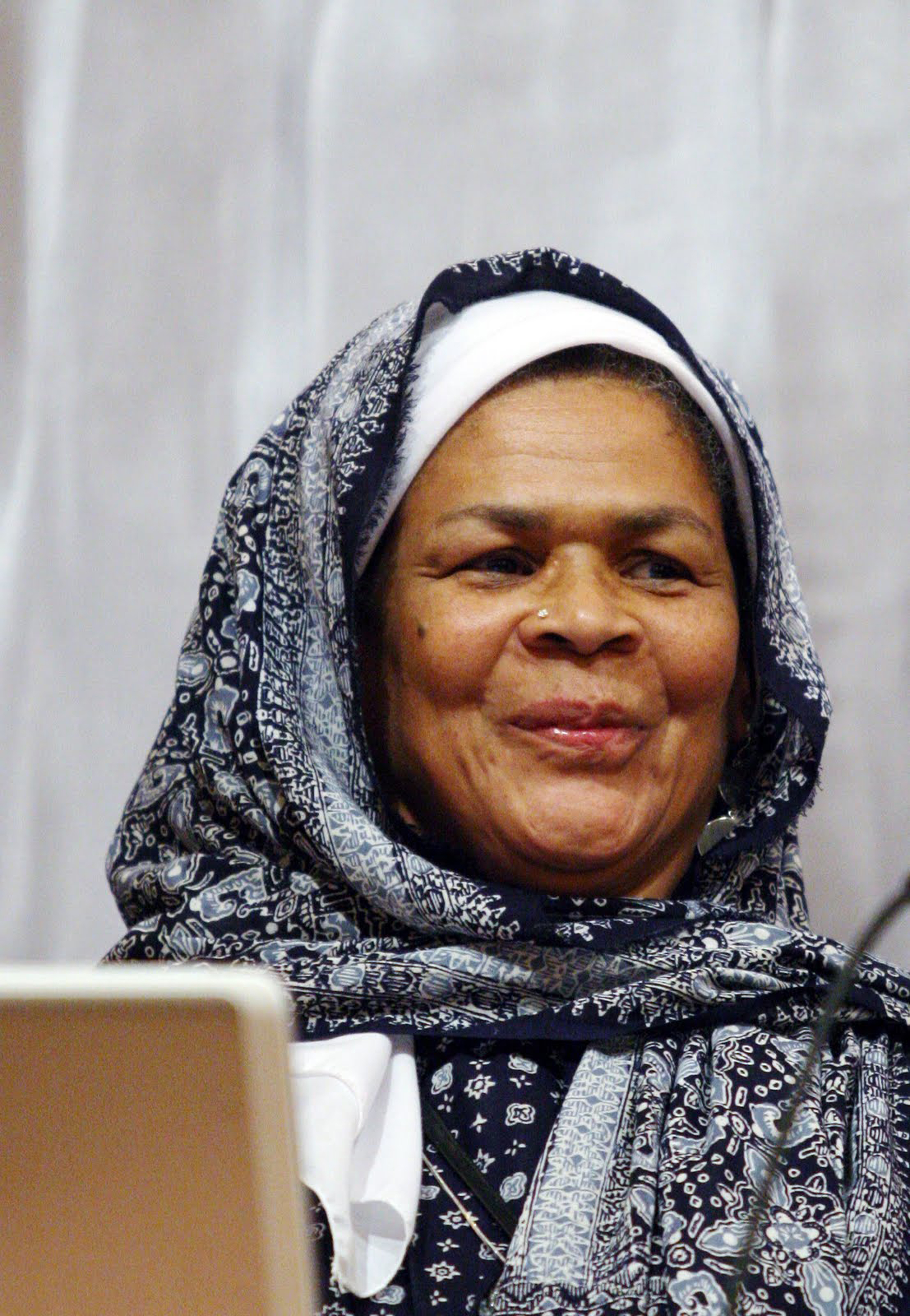
Amina Wadud (2011)

Amina Wadud (* 25. September 1952 in Bethesda, Maryland; geboren als Mary Teasley) ist Professorin für Islamwissenschaften an der amerikanischen Virginia Commonwealth University in Richmond und Buchautorin.

## Biografie
Amina Wadud wurde unter dem Namen Mary Teasley in Bethesda im US-Bundesstaat Maryland geboren und wuchs mit ihren zahlreichen Geschwistern (darunter mindestens fünf Brüder) auf dem Land auf. Ihr Vater war methodistischer Pfarrer und wird von Wadud als ihr spiritueller Mentor beschrieben. Die Mutter spielte nach eigenen Aussagen eine durchaus ambivalente Rolle und soll zeitweise zu Depressionen und Gewalttätigkeit geneigt haben. Als Wadud gerade 10 Jahre alt war, verlor die Familie ihren Besitz und zog viele Monate umher, bevor sie schließlich eine kleine Wohnung in Washington D.C. bezog. Wadud war zwar sehr begabt in der Schule, wurde jedoch von ihrer Familie kaum unterstützt. Durch den Einsatz ihrer Lehrerin konnte sie auf eine mehrheitlich von Weißen besuchte Schule in Boston wechseln, wo sie eine von zwei schwarzen Schülern war.
Nach ihrem Abschluss besuchte sie die University of Pennsylvania und machte eine Phase der Orientierungslosigkeit und der Sinnsuche durch. Sie reiste durch die USA, beschäftigte sich unter anderem mit dem Buddhismus, begann lange Kleidung und afrikanische Tücher zu tragen. Im Jahr 1972 konvertierte sie zum Islam und schloss ihr Studium 1973 zunächst mit einem Bachelor im Fach Erziehungswissenschaften ab. Nach einem Aufenthalt in Libyen begann sie, ebenfalls an der University of Pennsylvania Near Eastern Studies zu studieren. 1986 begann sie mit den Forschungen für ihre Dissertation und wurde 1989 an der University of Michigan in Islamwissenschaft und Arabisch promoviert. Amina Wadud war zweimal verheiratet und bekam in der Zeit bis 1989 fünf Kinder. Anfang der 1990er Jahre ließ sie sich scheiden und lebte alleinerziehend.
Nach ihrer Promotion wurde Wadud eine Stelle an der Islamic University in Malaysia angeboten, wo sie bis 1992 lehrte. In Malaysia war sie am Aufbau der Organisation „Sisters in Islam“ beteiligt, die sich unter anderem für die Rechte von Frauen einsetzt. Im Jahr 1992 erschien auch Waduds erstes Buch „Qur'an and Women“, worauf ihr eine Stelle als Associate Professor für Philosophie und Religionswissenschaft an der Virginia Commonwealth University in Richmond angeboten wurde. Im Juni 2006 erschien ihr zweites Buch „Inside the Gender Jihad“. Wadud identifiziert sich als nichtbinär und verwendet neben den Pronomen sie/ihr im Englischen auch das singular they.

## Werk
Amina Wadud argumentiert auf Grundlage des Islam für eine Gleichstellung der Frauen sowohl innerhalb der Familie bzw. des islamischen Familienrechts, als auch bei der Ausübung religiöser Funktionen.
In ihrem ersten Buch „Qur'an and Women“ widerspricht sie der Ansicht, Frauen würden im Koran als minderwertig angesehen und analysiert dabei die Schöpfungsgeschichte, einzelne im Koran erwähnte Frauen, Jenseitsbeschreibungen sowie konkrete Vorschriften bzw. Empfehlungen im Koran. Dabei stützt sie sich u. a. auf grammatikalische Untersuchungen, verschiedene Übersetzungsmöglichkeiten arabischer Begriffe sowie Gesamtzusammenhänge.
In „Inside the Gender Jihad“ beschäftigt sie sich weiterhin mit der Interpretation koranischer Begriffe und stellt z. B. fest, dass der Koran sowohl Männer als auch Frauen als moralisch handelnde und verantwortliche Personen (khalifah) anspricht, wobei sie den Islam als „engaged surrender“ (etwa: aktive Hingabe) definiert. Schon allein um diese ihr (wie dem Mann) zugewiesene Rolle spielen zu können, muss die Frau über sich selbst entscheiden dürfen. Frauen wie Männer wurden mit voller menschlicher Würde ausgestattet geschaffen, daher sei es muslimische Pflicht, ihnen diese Würde zuzugestehen. Andere Kapitel des Buches schildern ihre (positiven sowie negativen) Erfahrungen innerhalb der muslimischen Gemeinschaft sowie innerhalb des akademischen Betriebs.
Bekannt wurde Wadud, als sie im März 2005 als Frau ein traditionelles Freitagsgebet vor einer etwa 100-köpfigen gemischten Gemeinschaft in New York leitete, was viele als historische Premiere sehen. Die betenden Männer und Frauen kamen aus Kentucky, Michigan, sogar aus der Türkei und Ägypten, um dem historischen Ereignis beizuwohnen. Aufgrund einer Bombendrohung und der ablehnenden Haltung New Yorker Moscheen fand das Gebet in einer anglikanischen Kirche statt. Wadud selbst lehnt die Fokussierung der Medien auf solche Sensationsereignisse ab.
Siehe auch: Euroislam

## Werke

### Monografien
- Qur'an and Woman: Rereading the Sacred Text from a Woman's Perspective. Oxford, New York 1992, ISBN 0-19-512836-2.
- Inside the Gender Jihad. Women's Reform in Islam. Oxford 2006, ISBN 1-85168-463-8.

### Artikel, Beiträge
- On Belonging as a Muslim. In: Gloria J. Wade-Gayles: My Soul is a Witness. African-American Women's Spirituality. Boston 1995, S. 253–265.
- Towards a Qur'anic Hermeneutics of Social Justice: Race, Class and Gender. In: Journal of Law and Religion. Jg. 12 (1996), Nr. 1, S. 37–50.
- Roundtable Discussion: Feminist Theology and Religious Diversity. Feminist Theology: Religiously Diverse Neighbourhood or Christian Ghetto? In: Journal of Feminist Studies in Religion. Jg. 16 (2000), Nr. 2, S. 90–100.
- Qur'an, Gender and Interpretive Possibilities. In: HAWWA - Journal of Women of the Middle East and the Islamic World. Jg. 2 (2004), Nr. 3, S. 317–336.
- Muslim Women as Minorities. In: Journal - Institute of Muslim Minority Affairs. Jg. 10 (1989), Nr. 1, S. 161–170.
- Understanding the Implicit Qur'anic Parameters to the Role of Women in the Modern Context. In: Islamic Quarterly. Jg. 36 (1992), Nr. 2, S. 125–130.